# Leptogenys guianensis
Leptogenys guianensis é uma espécie de formiga do gênero Leptogenys, pertencente à subfamília Ponerinae.